# Des êtres humains dans la nuit d'été
Des êtres humains dans la nuit d'été (en finnois : Ihmiset suviyössä) est un roman de Frans Emil Sillanpää paru en 1934 en Finlande et en 1948 en France.

## Résumé
Un des meilleurs roman de Sillanpää d'après Paul Augé, celui-ci suit le quotidien des personnages en butte à leur fatalité. Les histoires s'entrecroisent, s'évoquent, font échos, comme toujours chez Sillanpää, à d'autres œuvres de l'auteur. Il ne se passe rien ou presque, mais cela dit tellement... « [le roman] frappe par l'étrangeté de sa conception mystique : les personnages y mènent une vie irrationnelle, sans volonté, acceptant leur destinée telle qu'elle est... »
« Cette mystique panthéiste qui unit l’homme à la nature se retrouve avec encore plus de charme sensuel dans Des êtres humains dans la nuit d’été (1935) ».

## Récompense
Sillanpää est de nouveau lauréat du Prix national de littérature en 1935 avec ce roman.

## Cinéma
Valentin Vaala en tire un film en noir et blanc en 1948 (66'), Ihmiset suviyössä, avec Eila Pehkonen et Matti Oravisto (en). Il transforme le roman « en un poème impressionniste, une rencontre de destins humains, riches en drames et en romances sur fond d'une lumineuse nuit captée par la caméra presque magique d'Eino Heino ».

## Éditions
- Ihmiset suviyössä, 1934
- Des êtres humains dans la nuit d'été, traduction de Pierre Chaumelle, Helsinki, La Nouvelle Édition (Bibliothèque Finlandaise), 1948, 221 p.